# طارق عسراوي
طارق أحمد فايز عسراوي (22 مايو 1978 في جنين – ) هو كاتب وناقد فلسطيني، ولد في مدينة جنين. نال درجة البكالوريوس في الحقوق من جامعة الإسراء في عمّان عام 2001، والماجستير في القانون الخاص من جامعة عمان العربية عام 2004. يشغل حالياً منصب وكيلاً للنيابة العامة الفلسطينية، وهو من مؤسسي طباق للنشر والتوزيع.

## سيرته
ولد طارق أحمد عسراوي في مدينة جنين الفلسطينية وتلقى تعليمه الأساسي والثانوي فيها. بدأ عمله مقدماً لبرامج إذاعية مثل: برنامج احكيلي عن بلدي، وأعلام من فلسطين. كما له مقالات أسبوعية في الصحف الفلسطينية والمواقع الإلكترونية منها، مَن يُطفِئ نيون السماء، ربع قرن وعُمَر مطارد، من يعرف دلال أبو آمنة ليقل لها شكرًا، في ذكرى استشهاد أبو علي إياد. كما له العديد من النصوص التي تحولت إلى أغاني مثل: يا زمان، وكيفو مزاجك، وجاعو للحرية، يافاوي، وعلى البيرة التي غنتهم الفنانة دلال أبو آمنة، وأغنية لو تضربي غناء فرقة الانس والجام.

## إصداراته
صدر له مجموعة من الكتب منها:
- كتاب «رذاذ خفيف»، الذي يضم مجموعة من النصوص السردية التي تتحدث عن هوية المكان والمدن الفلسطينية، وحكايات عن الشهداء الفلسطينيين، صدر عن مكتبة كل شيء في حيفا عام 2016، ونال عنه جائزة الأديبة سميرة عزام.[16][17]
- حكايات عن الشهداء الفلسطينيين، صدرعن مكتبة كل شيء في حيفا عام 2016.[18][19]
- كتاب جماعي بعنوان «بخط أحمر»، الذي يوثق حرب الإبادة في قطاع غزة منذ 7 أكتوبر 2023، صدر عن دار طباق عام 2024، وشارك فيه 33 كاتباً منهم: إبراهيم نصرالله، أحمد المديني، أيمن العتوم، واسيني الأعرج، محمود شقير وبثينة العيسى.[20]
- تحرير وتقديم كتاب «قيد وورد»، صدر عن دار طباق عام 2023، وهو السيرة الذاتية لرجل الأعمال محمد المسروجي.[21]
- رواية «اللعب بالجنود»، صدرت عن منشورات تكوين عام 2024، ونال عنه جائزة الكتاب الأول للمبدعين الشباب في ملتقى فلسطين الثقافي.